# District de Theni
Le district de Theni est un district de l'état du Tamil Nadu, dans le sud de l'Inde.

## Géographie
Sa capitale est Theni.
La superficie du district est de  2868 km². En 2011, il comptait 1 245 899 habitants.